# Leucothyreus cupripennis
Leucothyreus cupripennis är en skalbaggsart som beskrevs av Ohaus 1918. Leucothyreus cupripennis ingår i släktet Leucothyreus och familjen Rutelidae. Inga underarter finns listade i Catalogue of Life.